# Cripper
Cripper est un groupe allemand de thrash metal, originaire de Hanovre. Les six premières chansons écrites par le groupe sont sur l'EP Killer Escort Service en 2006. 

## Historique

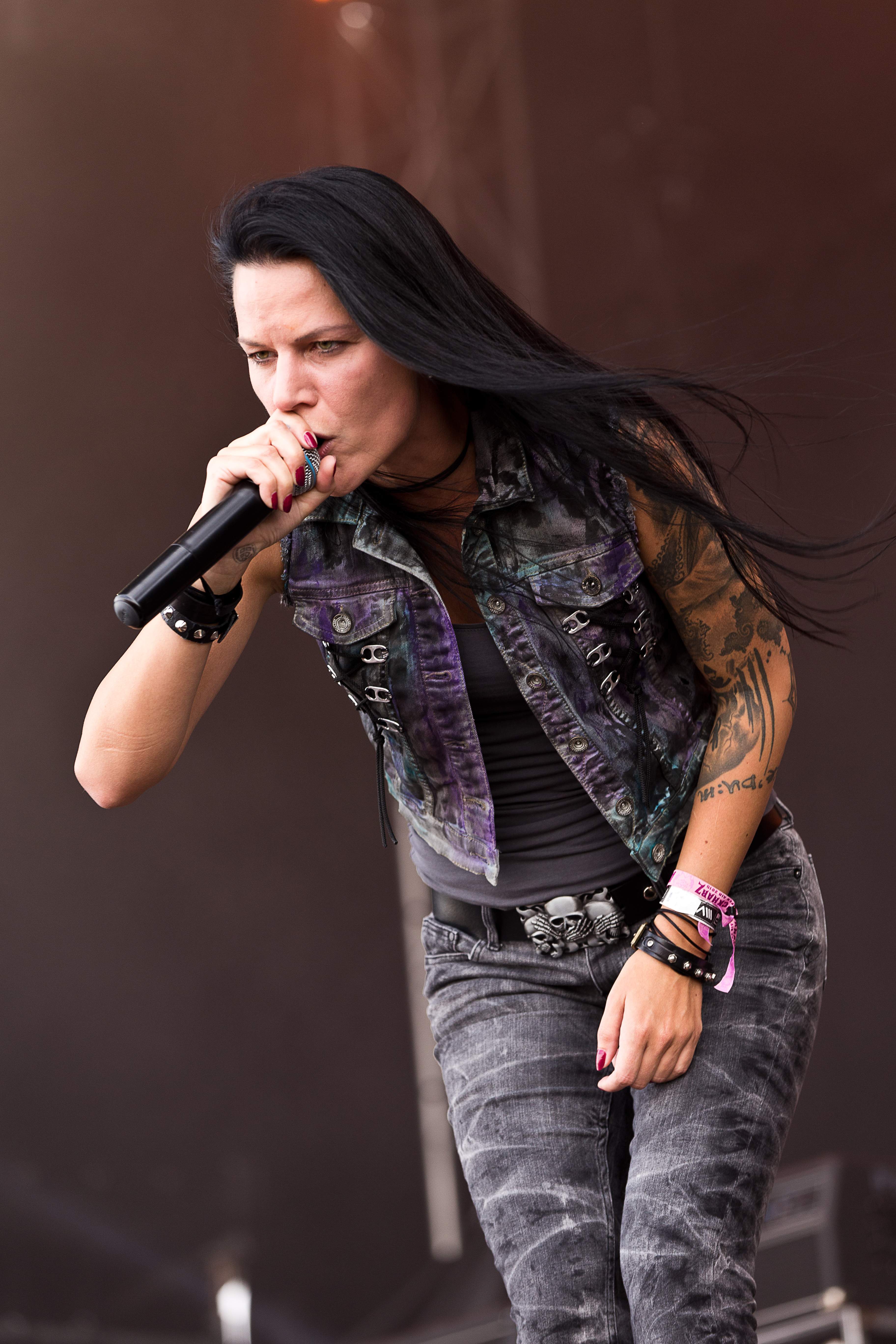
Britta Görtz au Rockharz 2015 de Ballenstedt.

En 2004, les guitaristes Christian Bröhenhorst et Jonathan Stenger se rencontrent alors qu'ils sont étudiants à Hildesheim. À la fin de l'année, ils jouent avec la chanteuse Britta Görtz puis peu après du bassiste Erik Hess, et du batteur Dennis Weber. Le premier concert a lieu en septembre 2005. Hess quitte le groupe, et est remplacé par Thomas Maiwald puis Sören Becker. 
Les six premières chansons écrites par le groupe sont sur l'EP Killer Escort Service en 2006. La même année, Cripper joue notamment au festival Metalcamp en Slovénie. En 2007, sort le premier album Freak Inside, avec un mastering d'Andy Classen. En compagnie des groupes Spectre Dragon et Hatred, il organise la tournée Triple-Thrash-Threat en Allemagne. En 2008, Sören Becker est remplacé à la basse par Bastian Helwig. Après une nouvelle tournée en Allemagne avec Hatred et Lost World Order, Freak Inside est réédité. Le deuxième album Devil Reveals est publié en juin 2009. 
Début 2010, Cripper fait sa première partie européenne en première partie d'Overkill, et est confirmé pour le 70000 Tons of Metal. Fin janvier 2011, il participe au festival 70000 tons of Metal. En 2012, le troisième album Antagonist sort ; pour l'occasion, deux clips sont réalisés. Le bassiste Bastian Hellwig part pour des raisons privées et est remplacé par Gerrit Mohrmann. En 2014, le groupe joue de nouveau à 70000 tons of Metal, avant de signer avec Metal Blade Records. L'album Hyëna paraît en novembre 2014.

## Style musical
Le groupe se concentre principalement sur un thrash metal technique et moderne. Leur style musical rappelle des groupes comme Holy Moses, Slayer, Evildead, Kreator, et Anthrax.

## Membres

### Membres actuels
- Britta Görtz – chant (depuis 2005)
- Christian Bröhenhorst – guitare (depuis 2005)
- Jonathan Stenger – guitare (depuis 2005)
- Dennis Weber – batterie (depuis 2005)
- Gerrit Mohrmann – basse (depuis 2012)

### Anciens membres
- Erik Hess – basse (2005)
- Thomas Maiwald  – basse (2005–2006)
- Sören Becker – basse (2006–2008)
- Bastian Helwig – basse (2008–2012)

## Discographie
- 2006 : Killer Escort Service (EP)
- 2007 : Freak Inside
- 2009 : Devil Reveals
- 2012 : Antagonist
- 2014 : Hyëna